# Hélène Massalska
Hélène Massalska, aussi appelée Helena Apolonia Massalska, est une princesse et autrice polonaise.
Fille du prince Jozef Adrian Massalski et de la princesse Antonina Radziwill, elle est successivement l'épouse de Charles-Joseph-Antoine de Ligne, puis du comte Vincent Potocki.
Elle est notamment connue pour ses Mémoires d'enfance, qui relatent son éducation à Paris à l'Abbaye-aux-Bois entre 1771 et son premier mariage en 1779.

## Éducation
Après le décès de ses deux parents dès 1764, l'éducation d'Hélène Massalska est dirigée par son oncle, Ignacy Jakub Massalski, évêque catholique de Vilnius. Sur les conseils de Madame Geoffrin, il fait placer la fillette, alors âgée de huit ans, à l'Abbaye-aux-Bois, institution religieuse qui assure l'éducation des fillettes de l'aristocratie de cour de l'époque.

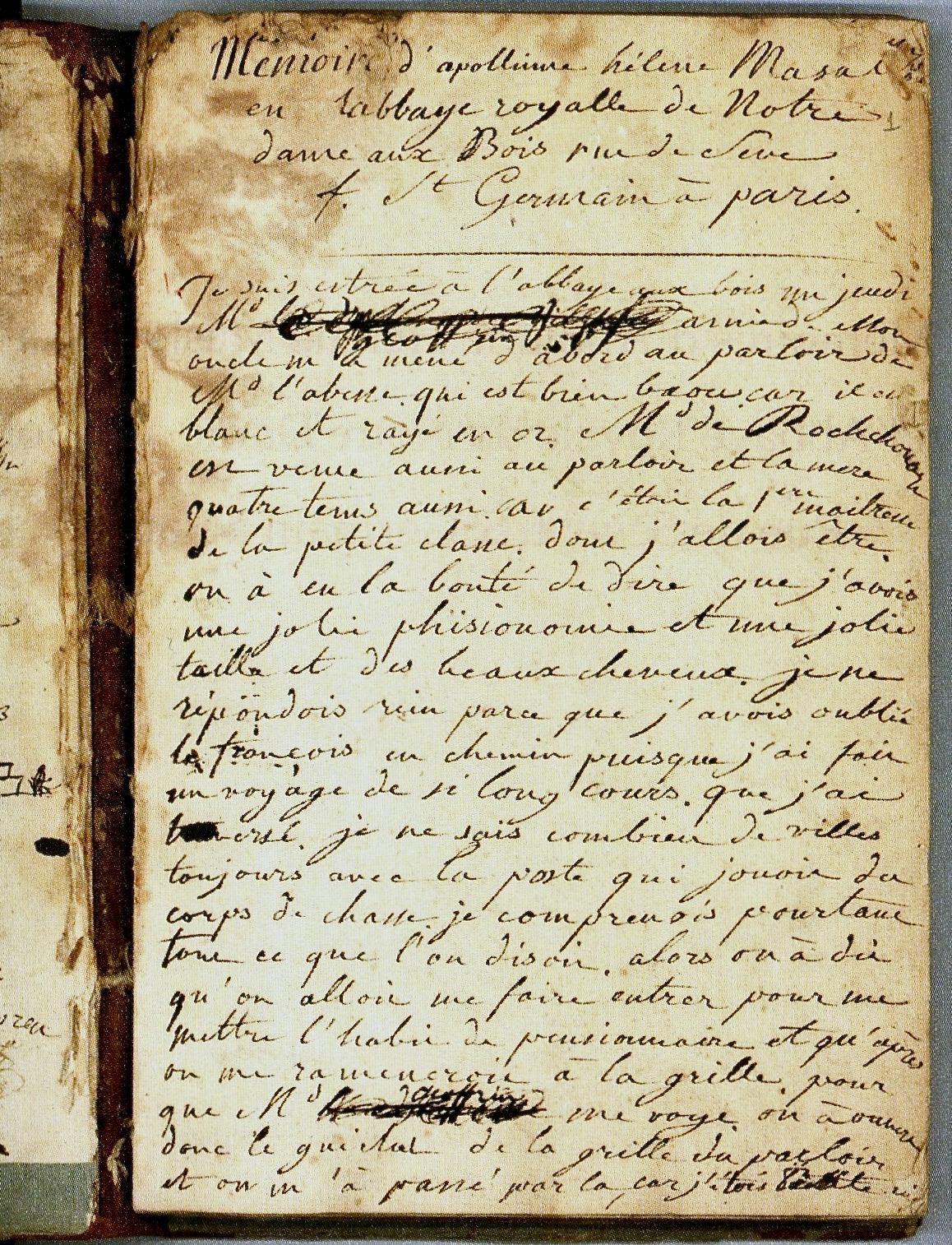
Manuscrit des Mémoires d'Hélène Massalska, Archives nationales de Pologne à Cracovie

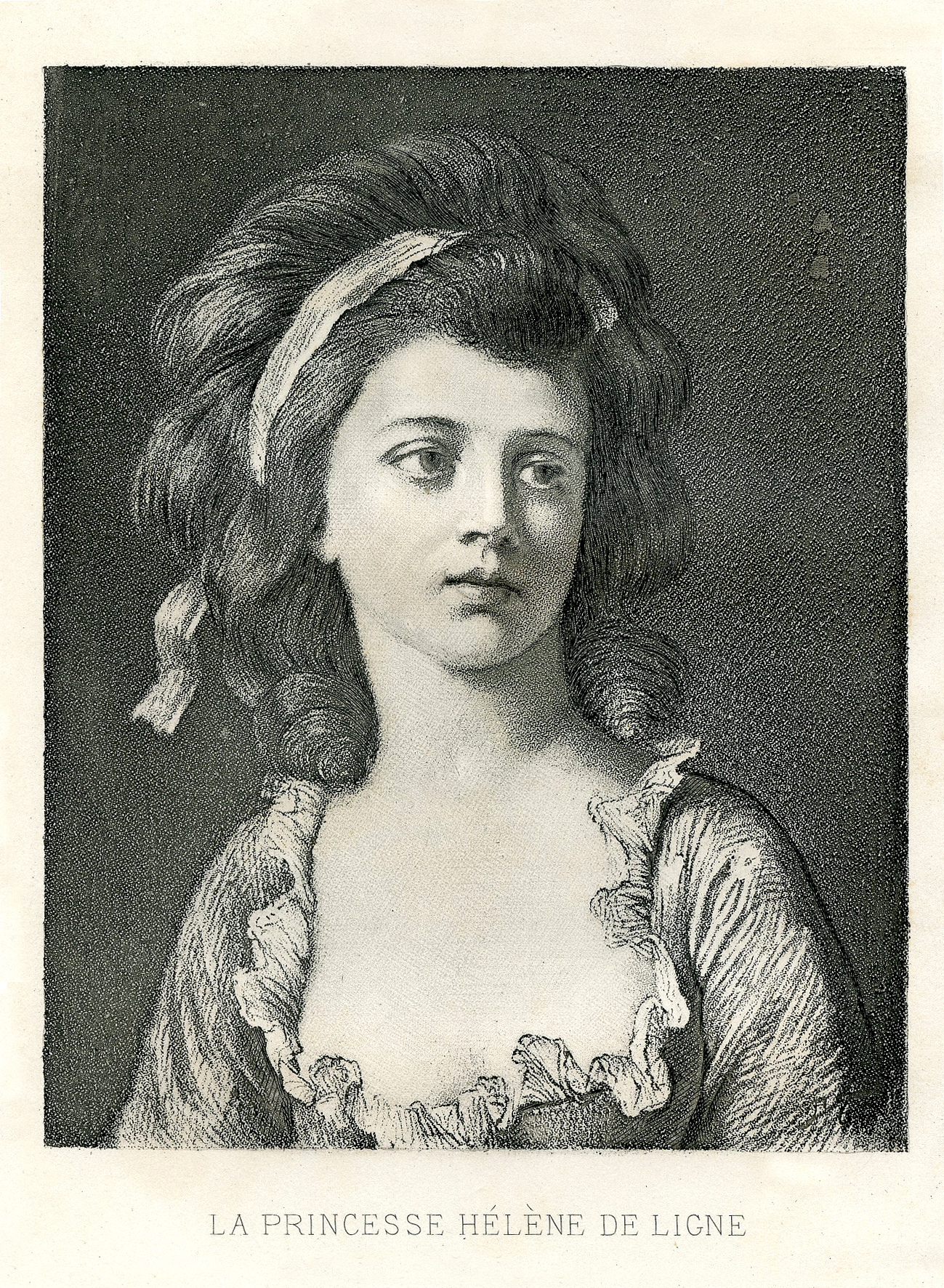
La princesse Hélène de Ligne, née Apolonia Helena Massalska

Dans deux cahiers, la fillette, puis l'adolescente, raconte sa vie d'écolière, constituant ainsi pour les historiens un précieux témoignage de l'éducation donnée dans les couvents huppés de la seconde moitié du XVIIIe siècle. Les fillettes sont regroupées en trois classes, les plus jeunes jusqu'à dix ans, puis les fillettes préparant leur première communion, et enfin les adolescentes qui sont préparées à leur future vie de maîtresses de maison par des sortes de stages dans les différents services de l'abbaye : cuisine, bibliothèque... Les épisodes racontés donnent également à voir la sociabilité de ces fillettes et adolescentes issues des familles les plus importantes de l'aristocratie.

## Vie mondaine
Son éducation achevée, la jeune fille se marie en août 1779 à l'Abbaye-aux-Bois avec le fils aîné de Charles-Joseph, prince de Ligne. Ils vivent à Bruxelles, Paris, puis Vienne. Elle a de son mari une fille, Sidonie, avant que de quitter son époux et son enfant en 1788 pour s'installer à Varsovie, où elle rencontre le comte Vincent Potocki, qu'elle épouse en 1794, après le décès de son premier mari Charles-Joseph de Ligne en 1792.
Elle partage par la suite sa vie entre Kowalowska, la propriété de son second mari, située près de Nemyriv en Podolie, Saint-Pétersbourg et Brody en Galicie, avant de revenir à Paris où elle meurt le 31 octobre 1815.

## Portraits
Son portrait peint par Elisabeth Vigée Le Brun et son autre portrait dessiné au pastel par Adélaïde Labille-Guiard, sont au Musée national de Varsovie.